# Canadian International AutoShow

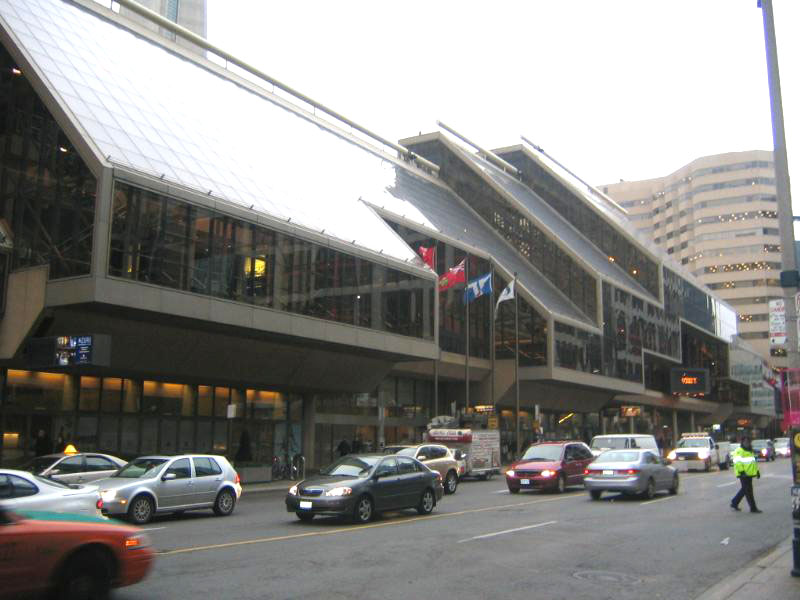
Het Convention Centre waar de Canadian International AutoShow wordt gehouden

De Canadian International AutoShow is een autosalon in Toronto in Canada. De beurs wordt jaarlijks gehouden en vindt plaats in het Metro Toronto Convention Centre. De autosalon is erg populair bij de bewoners van Toronto en omgeving. De organisatie is in handen van TADA, een dealerorganisatie in Toronto, en wordt ondersteund door de Organisation Internationale des Constructeurs d'Automobiles.

De Canadian International AutoShow vond voor het eerst plaats in 1947 en is uitgegroeid naar een beurs met meer dan duizend auto's, motoren en andere voertuigen. De show heeft een totale oppervlakte van bijna 79000m²

## Editie 2008
De Canadian International AutoShow van 2008 zal plaatsvinden van 15 tot 24 februari en heeft als slogan "The turning point".